# Joan Cuscó i Aymamí
Joan Cuscó i Aymamí (Sabadell, 1 de gener de 1922 – Sabadell, 21 de novembre de 2019) fou un editor, escriptor i activista cultural català. També va escriure sota el pseudònim de Xèspir.

## Obra
- Grageas y otras puñetas (1974).
- De les eixides (1980).
- Dels carrers de Sabadell (1982).
- 62 ceballuts (1984).
- Del torrent de la Tosca (1988).
- Més ceballuts (1992).
- 143 places de Sabadell (1995).
- Picaportes (1995).
- Quin$ Temps! (2003).
- Passatgers (2005).
- Persones d'ahir i d'avui (2008).